# Kambelevci
Kambelevci (cirill betűkkel Камбелевци) egy falu Szerbiában, a Piroti körzetben, a Babušnicai községben.

## Népesség
- 1948-ban 1 086 lakosa volt.
- 1953-ban 1 067 lakosa volt.
- 1961-ben 999 lakosa volt.
- 1971-ben 858 lakosa volt.
- 1981-ben 731 lakosa volt.
- 1991-ben 579 lakosa volt
- 2002-ben 419 lakosa volt,[1] akik közül 398 szerb (94,98%), 19 roma és 2 ismeretlen.[2]